# Legend of the Lost
Legend of the Lost is een Amerikaans-Italiaanse dramafilm uit 1957 onder regie van Henry Hathaway. Destijds werd de film in Nederland uitgebracht onder de titel De dochter van de woestijn.

## Verhaal
Paul Bonnard huurt de avonturier Joe January in als gids om hem vanuit Timboektoe door de woestijn te leiden op zoek naar de resten van de legendarische stad Timgad. Hij hoopt daar een schat te vinden. Onderweg sluit de beeldschone slavin Dita zich aan bij de expeditie. Als ze uiteindelijk hun bestemming bereiken, heeft Bonnard zijn verstand verloren door alle ontberingen. Hij bedreigt zijn reisgenoten met een pistool en gaat ervandoor met de proviand. Dita en Joe zijn daardoor van elkaar afhankelijk om te overleven.

## Rolverdeling
| Acteur            | Personage     |
| ----------------- | ------------- |
| John Wayne        | Joe January   |
| Sophia Loren      | Dita          |
| Rossano Brazzi    | Paul Bonnard  |
| Kurt Kasznar      | Prefect Dukas |
| Sonia Moser       | Meisje        |
| Angela Portaluri  | Meisje        |
| Ibrahim El Hadish | Galli Galli   |